# Lucas Bur
Lucas Bur (Argentina, 28 de febrero de 2000) es un jugador profesional argentino de rugby que se desempeña en la posición de segunda línea en Dallas Jackals, equipo perteneciente a la liga Major League Rugby.

## Carrera
En 2022, Bur se unió al equipo Dallas Jackals, con el cual disputa su segunda temporada en la Major League Rugby. También fue parte de la Selección juvenil de rugby de Argentina.